# Elendsstraße
Als Elendsstraße wurde erstmals von Eduard Jacobs eine Straße im Harz bezeichnet, die nach seiner Ansicht eine Querverbindung zwischen Kaiserweg und Trockweg dargestellt hat und von selbständiger Bedeutung gewesen ist. Noch heute wirbt die Stadt Oberharz am Brocken damit, dass der Ortsteil Elend an dieser Straße im Elendstal lag, die im 15. Jahrhundert „eine der verkehrsreichsten, aber auch gefährlichsten Straßen des Harzes“ gewesen sein soll. Doch bereits 1942 wies Walther Grosse darauf hin, dass die Elendsstraße nicht nur ihren Namen, sondern „überhaupt ihr Dasein“ Eduard Jacobs verdankt.